# Çò des de Soldat
Çò des de Soldat és una casa d'Es Bòrdes (Vall d'Aran) inclosa a l'Inventari del Patrimoni Arquitectònic de Catalunya.

## Descripció
Antic habitatge, amb els elements disposats en "L", la casa precedida d'un pati clos i la "bòrda" que comunica directament amb el carrer del davant,amb l'estable en la planta baixa i el "palhèr" en la superior. La casa presenta la façana principal orientada a migdia i paral·lela a la "capièra", amb obertures de fusta en les dues plantes, i "humarau" sota una coberta d'encavallades de fusta i llosat de pissarra, de dos vessants, i un "tresaigües" en la banda exempta que resta separada de la construcció veïna per un "carís".Tant en la casa com en la borda sobresurten sengles balconades de fusta, amb els pilars recolzats en colze. La porta de la casa conserva un bonic treball d'ebanistaria amb el marc protegit en els brancals per sengles daus de pedra i gravat amb motius geomètrics, i les fulles decorades semblantment.